# 음력 7월 17일
음력 7월 17일은 음력 7월의 17번째 날이다.

## 사건
- 1392년 - 조선 태조 즉위.

## 탄생
- 1991년 - 대한민국의 가수 김민석.

## 사망
- 579년 - 신라 제25대 국왕 진지왕.
- 1627년 - 조선의 문신 한준겸.

## 같이 보기
- 음력 360일: 1월 2월 3월 4월 5월 6월 7월 8월 9월 10월 11월 12월
- 전날:7월 16일 다음날:7월 18일 - 전달:6월 17일 다음달:8월 17일
- 양력:7월 17일
- 음력, 윤달